# Atletiek op de Paralympische Zomerspelen 2024 - 1500 m vrouwen T20
De 1500 meter voor vrouwen klasse T20 op de Paralympische Zomerspelen 2024 vond plaats op 6 september in het Stade de France. Deze klasse is voor atletes met een verstandelijke beperking, atletes in deze klasse hebben een IQ-score van 75 of minder. De winnares van 2020 was Barbara Bieganowska-Zajac uit Polen, zij wist in 2024 haar titel te prolongeren. De Oekraïense Liudmyla Danylina behaalde het zilver en Antônia Keyla uit Brazilië won de bronzen medaille.

## Records
Voorafgaand aan het toernooi waren dit de wereldrecords en Paralympische records.
| Wereldrecord        | Polen Barbara Bieganowska-Zając | 4:23.37 | Stadskanaal    | 28 juni 2012      |
| Paralympisch record | Polen Barbara Bieganowska-Zając | 4:24.37 | Rio de Janeiro | 16 september 2016 |

## Finale
| Rang   | Naam                      | Naam | Tijd    | Bijz. |
| ------ | ------------------------- | ---- | ------- | ----- |
| Goud   | Barbara Bieganowska-Zając | POL  | 4:26.06 | SB    |
| Zilver | Liudmyla Danylina         | UKR  | 4:28.40 | PB    |
| Brons  | Antônia Keyla             | BRA  | 4:29.40 |       |
| 4      | Annabelle Colman          | AUS  | 4:31.54 |       |
| 5      | Hannah Taunton            | GBR  | 4:38.98 | SB    |
| 6      | Kaitlin Bounds            | USA  | 4:40.30 | PB    |
| 7      | Ilona Biacsi              | HUN  | 4:54.41 |       |
| 8      | Bernadett Biacsi          | HUN  | 5:00.12 |       |
| 9      | Moeko Yamamoto            | JPN  | 5:16.70 |       |